# SIMP J013656.5+093347
SIMP J013656.5+093347는 북반구에서 가장 밝은 T형 갈색왜성이다. 물고기자리에 속하는 갈색왜성으로, 다른 이름으로 2MASS J01365662+0933473라고도 부른다.